# Yuzawa (Niigata)
Yuzawa (湯沢町, Yuzawa-machi) est un bourg du district de Minamiuonuma, dans la préfecture de Niigata au Japon.

## Géographie

### Démographie
Au 1er octobre 2019, la population s'élevait à 7 907 habitants répartis sur une superficie de 23,6 km2.

## Sport
Yuzawa possède une station de sports d'hiver, Gala Yuzawa, qui a accueilli avec Naeba, en février 2016, une compétition mondiale de ski alpin (slaloms).

## Transports
Yuzawa est desservi par la ligne Shinkansen Jōetsu à la gare d'Echigo-Yuzawa, ainsi qu'à la gare de Gala Yuzawa (ouverte seulement pour la saison de ski).

## Culture
Le roman Pays de neige de Yasunari Kawabata se déroule à Yuzawa.